# Muzeum Farmacji Collegium Medicum Uniwersytetu Jagiellońskiego
Muzeum Farmacji Collegium Medicum Uniwersytetu Jagiellońskiego – muzeum założone w Krakowie w 1946 r. gromadzące eksponaty z zakresu historii farmacji i techniki farmaceutycznej.

## Historia muzeum
Organizatorem i pierwszym dyrektorem muzeum był dr Stanisław Proń, radca prawny i dyrektor administracyjny Okręgowej Izby Aptekarskiej w Krakowie. Aż do końca lat 80. XX w. Muzeum mieściło się w kamienicy przy ul. Basztowej 3. Zostało ono następnie przeniesione do świeżo odremontowanej Kamienicy Pod Świętą Teklą przy ul. Floriańskiej, gdzie mieści się do dzisiaj.

## Ekspozycja
Ekspozycja muzeum zajmuje wszystkie pięć kondygnacji budynku w tym piwnice i strych, w sposób odpowiadający historycznemu wykorzystaniu takich pomieszczeń w aptekarstwie. W piwnicach przechowywano materiał ulegający zepsuciu w pomieszczeniu suchym lub pod wpływem światła, a niepsujący się w wilgoci i w miejscu ciemnym. Strych natomiast, jako miejsce przestronne i suche, był często wykorzystywany przez dawnych aptekarzy do suszenia i przechowywania ziół leczniczych.
Na pierwszym piętrze znajduje się pokój poświęcony Ignacemu Łukasiewiczowi – farmaceucie, pionierowi w zakresie destylacji ropy naftowej i wynalazcy lampy naftowej. W pokoju tym, prócz prototypu pierwszej lampy naftowej, znajdują się m.in. domowa apteczka Łukasiewicza, z własnoręcznie przezeń wypisanymi szyldzikami, sekretarzyk, rękopiśmienny manuał apteczny i inwentarz apteki w Brzostku wykonany osobiście przez Łukasiewicza.
W sali na drugim piętrze część ekspozycji jest poświęcona Tadeuszowi Pankiewiczowi, który w czasie okupacji prowadził w getcie aptekę „Pod Orłem” odznaczonego później medalem Sprawiedliwy wśród Narodów Świata.
Wśród różnych eksponatów na szczególną uwagę zasługują polskie wynalazki w zakresie techniki farmaceutycznej takie jak opatentowane przez Mariana Zahradnika odważniki o wagach poniżej jednego grama, których kształt wskazuje na ich wagę. Odważniki takie przyjęły się w krajach monarchii austro-węgierskiej a później w całej Europie i z niewielkimi zmianami są stosowane do dzisiaj. Innym ciekawym wynalazkiem jest urządzenie elektryczne do sterylizacji recept. Miało ono chronić farmaceutę przed zarażeniem się drobnoustrojami przeniesionymi na recepcie.
W 1964 do muzeum trafiła część zachowanego wyposażenia sanockiej apteki, której właścicielem był Marian Kawski (m.in. godło, sprzęt, dokumenty).